# 台灣獨立運動
台灣獨立運動（簡稱台獨運動）是主張臺灣獨立（簡稱台獨）、推動台灣成為正常國家及獨立之主權國家的政治運動，其核心理念為解除任何外來政權對台灣的統治，包括質疑1949年遷台的中華民國政府統治台灣之合法性、以及抵抗中華人民共和國政府企圖併吞台灣的行為等，透過制定新憲法、將國號「中華民國」更名為「台灣」、「台灣國」或「台灣共和國」等方法，最終建立屬於全體台灣人的「新國家」。
「臺灣獨立」在不同國家與地區有不同定義，其共同點均基於台灣不隸屬於中華人民共和國。廣義的臺灣獨立運動即為台灣民族主義運動，以推行本土化與去中国化、臺灣「正名」、振興臺灣語言等方式強調台灣主體性的整體性主張，訴求建立獨立的台灣國族，狹義的台灣獨立運動則為強調政治體制主張的政治運動形式。台灣獨立運動的支持者，依照理論與目標的不同，可細分為傳統獨派、台獨左派等流派；另有概念類似的政治主張為「華獨」或「獨台」，他們主張「中華民國是台灣」，認為現時中華民國在台澎金馬是「事實獨立」之主權國家，而傳統的台獨運動推動者認為中華民國是「外來政權」而不認同此類觀點。中華人民共和國則基於宣稱擁有台灣主權的立場，將各種認為台灣主權獨立的主張一律歸類為「台獨」，較台獨運動的定義更為廣泛；在這定義下，「兩個中國」、「一中一台」、「海峽兩岸互不隸屬」等基於台灣不隸屬於中華人民共和國的論述，均被中華人民共和國方面納入「台獨」的範疇內。
今日台灣獨立運動的主要阻力，來自於謀求兩岸統一者，包括支持中華民國者、或支持中華人民共和國者，尤以後者阻力最大。中華人民共和國對於台獨運動一貫抱持反對態度，並將支持台灣擁有獨立主權者視為「台獨分離主義」，實施經濟施壓與武力威嚇；台灣內部則有所謂的「統派」。台獨運動若成功推行，在國際上除須與美国、日本兩大国家建立互信的「美日台安保條約」，如何解決台灣內部在國家認同與意識形態上的多元與矛盾（統派、華獨、自然獨、維持現狀等）也是一大難題。

## 歷史
台灣獨立運動最初起因於日治臺灣的殖民統治，台灣獨立運動家訴求殖民地脫離殖民母國日本的統治獨立自治。
戰後台灣人則因為二二八事件與白色恐怖等政治案件以及動員戡亂體制，對中國國民黨政府體制產生不信任，此外戰後台灣領土歸屬因中國內戰擱置對日和約簽署以及同盟國軍事佔領因素，導致主權狀態不明，因此台獨運動者主張中國國民黨主持的中華民國政府缺乏國際法上統治台灣的合法性，訴求同盟國與聯合國重新託管介入，推翻國民黨在台政權，民族自決建立新的臺灣政權。
現狀由於中華民國臺灣化以及1996年後定期舉辦的總統民主化選舉，台獨運動者多數不再否定中華民國統治臺灣的合法性，而是默認台灣主權確定歸屬於「中華民國臺灣」，以修訂憲法促進國家正常化，變更國家領土主張，以及國號、國旗、等國家象徵符號為臺灣獨立運動的主要訴求。

### 日治時期以前
早在17至19世紀間，即有若干文獻顯示中國人對於在清廷統治前之臺灣歷史的認識。例如：1686年（康熙二十五年），《福建通志》的纂修者，在添有來自於蔣毓英《臺灣府志》中之關於臺灣府的資料基礎上，在《福建通志》的補刻本中描述：「臺灣府，本古荒裔之地，未隸中國版圖。明永樂間，中官鄭和舟下西洋，三泊此地，以土番不可教化，投藥於水中而去。」1723年9月（雍正元年八月），兵部為了分別核議獎勵福建官兵對於朱一貴事件的「克復臺灣功」而得到了來自於雍正帝的聖旨。旨中稱：「臺灣地方。自古未屬中國。皇考聖畧神威。取入版圖。逆賊朱一貴等倡亂。佔據臺地。皇考籌畫周詳。指授地方官員遣調官兵。七日之內。剿除數萬賊眾。克復全臺。」1842年（道光二十二年），《嘉慶重修一統志》的纂修者，在該志關於臺灣府的「建置沿革」中的敘述，其首句為：「自古荒服之地，不通中國，名曰東番。」19世紀時，魏源在其所撰寫的《聖武記》〈康熙戡定臺灣記〉中表示，在17世紀時，賴塔曾經為了招撫鄭氏家族一事，而致書予鄭經。賴塔在該書中稱：
自海上用兵以來，朝廷屢下招撫之令，而議終不成，皆由封疆諸臣，執泥削髮登岸，彼此齟齬。臺灣本非中國版籍，足下父子自闢荊榛，且睠懷勝國，未嘗如吳三桂之僭妄。本朝亦何惜海外一彈丸地，不聽田橫壯士，逍遙其間乎。今三藩殄滅，中外一家，豪傑識時，必不復思噓已灰之焰，毒瘡痍之民。若能保境息兵，則從此不必登岸，不必薙髮，不必易衣冠，稱臣入貢可也，不稱臣不入貢亦可也。以臺灣為箕子之朝鮮，為徐市之日本，于世無患，與人無爭，而沿海生靈，永息荼炭。惟足下圖之。
針對以上若干文獻中的言論的解讀，施偉青在關於康熙帝對鄭氏家族所採取的「安撫」的討論中認為，賴塔的言論「並非清政府的真實意圖，它純屬鬥爭策略，意在麻痺臺灣鄭氏集團，為武力進取創造有利的條件。」林玉則是在關於臺灣人認同方向的討論中表示，從雍正帝等人的言論中所反映之清廷統治前的臺灣與中國間的關係，已是「史家多有考據」。不過他認為：「甲地自古屬不屬乙國，對於現在或爾後，甲地之應否屬於乙國，並不能純依歷史因素來決定，否則即犯了『存在即價值』之謬誤。臺灣走向如何，純由現在的臺灣民意來定奪；祖先並不能代我們決定一切，包括國家認同。」

臺灣民主國國旗——藍地黃虎旗

在甲午戰爭後，由於1895年4月17日清廷在同日本所簽訂的《馬關條約》第二款中，同意將「臺灣全島及所有附屬各島嶼」與「澎湖列島」讓與日本，因此引發了臺灣當地士紳的強烈反應。同年5月25日，在丘逢甲等士紳的支持下，臺灣巡撫唐景崧在臺北城就任臺灣民主國大總統，成立「臺灣民主國」，定年號為「永清」。同年6月4日，大總統唐景崧逃離臺北城。同年6月26日，臺南士紳擁立臺灣民主國大將軍劉永福為第2任大總統。同年10月19日，大總統劉永福逃離臺南城，臺灣民主國滅亡。該政權的存續時間，共計4個月又26天，換算成日數為148天。
關於臺灣民主國在臺灣獨立議題上的研究討論，黃昭堂認為：「臺灣民主國的民眾基礎甚為薄弱。那只不過是一部分臺灣士紳強迫在臺清朝官僚加以創立者，因此，指導層對於獨立的實現缺乏堅定的信念與捍衛獨立的勇氣，而在期待外力的干涉與援助甚於自力。而且建國的推動係採取從上而下的過程，因此，雖說是『民主』國，其實不但沒有民主，反倒有寡頭政治之實。」不過，他在對形成臺灣人意識的討論上指出，在由臺灣民主國政府所開啟的「臺灣攻防戰」之後的抗日運動，其「常常高舉『獨立』為目標，卻未以『臺灣民主國之恢復』為目的。」所以他認為「臺灣攻防戰正是臺灣人意識形成過程的起點」。因此表示「臺灣民主國及其指導者應該得到很高的評價才是」。蘇碩斌認為：「臺灣民主國宣言中的『爰經大會議決，臺灣自立』雖曾被認為是臺灣民族主義的肇始，但從其他證據來分析，臺灣民主國仍是依附中華帝國皇權的『士大夫朝聖圈』。」他更是認為，丘逢甲在〈臺民布告〉中所說的「臺民惟有自主，推擁賢者，權攝臺政；事平之後，當再請命中國，作何辦理」等句，是「清楚表達其期望回歸清朝皇權麾下的權宜。」陳儀深則是認為：「被清國拋棄的臺灣（士紳），一方面『自立為國』，一方面宣稱『恭奉正朔，遙做屏藩』，似有冀求清國援助的用心，不一定是真心效忠。但乙未抗日運動展現的主要是草根民眾保鄉衛民的精神，既沒有明確的理念，也缺乏強力且獻身的指導者，自然談不上近代意義的『獨立建國』運動。」

### 日治時期
1928年4月15日，林木順、林日高、翁澤生、謝雪紅等人，在彭湃、呂運亨幫助下，於上海法租界成立「臺灣共產黨」（正式名為日本共產黨臺灣民族支部）。其成立時提出「台灣民族」的概念，並明確主張建立台灣共和國，這是台灣有史以來第一個提出台獨主張的政治團體。台灣共產黨認為台灣人是殖民地革命論當中的弱小民族。序幕是從17世紀荷蘭、西班牙的殖民地佔領。其後，鄭成功征服台灣，奉明為法統，又將中國的封建制度帶到台灣。現代台灣民族的最初形成，就是在殖民與封建的交織過程中在進行的。之後，台灣又歷經中華民國和日本帝國主義的統治，而終於在這樣的歷史過程中建立起台灣民族的共同利益和共同連帶感。
1932年，由林雲連、劉邦漢、鄭鑑洲等人在廣州所成立的「臺灣民主黨」，明文主張民族自決（惟帶有漢民族主義色彩）與臺灣獨立。

##### 國共兩黨的態度
奠基於對日本崛起後的亞洲局勢的思考，若干中華民國的政治人物，亦先後發表過關於臺灣的看法。例如：中國國民黨的戴季陶、蔣中正與中國共產黨的毛澤東、周恩來。1927年2月5日，戴季陶在廣州的黃埔陸軍軍官學校政治部，發表一次面向臺灣青年革命團的題為「孫中山和臺灣」的演講。戴季陶在該演講中表示，孫中山在北京因病逝世以前（逝世20日前），曾經同他談論過關於日本的若干事情。戴季陶說：
總理說：「我們對於日本，有三個最低限度的主張。一是廢棄日本和中國所締結的一切不平等條約；二是讓臺灣及高麗兩民族實行最低限度的自治；三是日本不應反對蘇聯的政治政策，也不阻止蘇聯和臺灣及朝鮮的接觸；這是我們最低限度的要求」。
按照孫中山所表示過的意見，因此戴季陶說：
我們很清楚，在臺灣的中國同胞被日本壓迫虐待的情形，委實和高麗並無兩樣。所以，我們主張臺灣民族應該獨立。臺灣民族獨立運動應該採取的路線，是聯合與臺灣同一境遇的朝鮮及我們東方被壓迫民族，以對抗壓迫我們的帝國主義者。這是我們一定要銘記於心的。
1936年7月16日晚上，在吴亮平的翻譯下，愛特伽．斯諾當面向毛澤東提出問題——「中國人民是否要馬上奪回全部的失地，還是只將日本驅出華北和長城？」關於此問題，毛澤東回答：
中國必須立刻收復全部的失地，不僅在保衛我們長城以內的主權。這就是說，東三省是必須收復的。但我們並不將中國以前的殖民地朝鮮包括在內。不過，假使朝鮮人要想掙脫日帝國主義的枷鍊，我們對他們的獨立鬬爭自然將加以熱烈的援助。對於臺灣也是如此。至於內蒙，那是漢人和蒙人合居的地方，我們一定要把日本從那裏逐出去，幫助內蒙建立一個自治的政府。
1938年4月1日，蔣中正在武昌出席中國國民黨臨時全國代表大會時，發表題為「對日抗戰與本黨前途」的演講。他在該演講中稱：
我們只要看從前田中對滿蒙積極政策的奏章，以及日本最近侵略華北和華南的事實，就可以完全明白。他既然定下了這個政策，處心積慮要來滅亡我們國家，我們　總理在世的時候，早就看穿了日本這個野心，和中國所處地位的危險，也為本黨定下一個革命的對策，就是要「恢復高臺，鞏固中華」，以垂示於全黨同志。因為高麗（朝鮮）原來是我們的屬國，臺灣是我們中國的領土，在地勢上說，都是我們中國安危存亡所關的生命線，中國要講求真正的國防，要維護東亞永久的和平，斷不能讓高麗和臺灣掌握在日本帝國主義者之手。中國幾千年來是領袖東亞的國家，保障東亞民族樹立東亞和平是中國義不容辭的責任。為要達成我們國民革命的使命，遏止野心國家擾亂東亞的企圖，必須針對着日本積極侵略的陰謀，以解放高麗臺灣的人民為我們的職志，這是　總理生前所常常對一般同志講的。　總理的意思，以為我們必須使高臺的同胞能够恢復獨立和自由，纔能够鞏固中華民國的國防，奠定東亞和平的基礎。
1941年6月15日，周恩來在《新华日报》上發表〈代論：民族至上與國家至上（一）〉。他在該文中稱：
第二、正因為我們反對別人侵略，所以我們也反對侵略別人；這一方面說明中華民族光自求解放的抗戰中，並無侵略別人（連日本在內）野心，另一方面又說明中國民族也反對別的帝國主義侵略其他國家，壓迫其他民族之非正義的行動。也正因為我們反對別人侵略，所以我們必須同情於其他民族國家的獨立解放運動；這不僅朝鮮、臺灣的反日運動，巴爾幹非洲民族國家的反德意侵略，我們應該贊助，便連印度、南洋等地的民族解放運動，我們也應同情。
1943年11月22日至26日，中華民國、大英帝國、美利堅合眾國舉行開羅會議。同年12月1日，三國發布開羅宣言。其內容指出「日本於九一八事變後自中國侵佔的領土（包括旅順、大連租借地）及台灣、澎湖，應歸還中華民國」。在開羅會議召開後，國民黨與共產黨主張台灣要回歸中國。

### 戰後時期

#### 1940年代至1990年代
1945年，第二次世界大戰日本投降，美國政府隨著兩岸局勢與韓戰發展，日本隨後放棄台灣主權、卻沒有指定交給任何一個國家，也因此產生爭議：此稱為台灣地位未定論。以美國為首的「同盟國」依據盟軍最高統帥麥克阿瑟之「一般命令第一號」由中華民國負責在台灣的受降工作。
被視為臺灣獨立理論鼻祖之一與臺灣民族主義思想之重要理論奠基者的廖文奎在1947年「二二八事件」發生前已明白公開表示，陳儀奉派接收台灣只是戰勝國的接收，而不是台灣主權的轉移，國民政府統治台灣與麥克阿瑟統治日本一樣，都是臨時性的，臺灣地位仍然未定。德国汉学家鲁道尔夫在其著作《中国共产党与台湾 1921-1981》中则指出，中共领导层在 1949 年前的一段时间内曾以独立民族国家的地位对待台湾，并将中共对台立场的改变归因于国府迁台。實際上，1947年底起直至1949年，中共開始批評臺灣獨立運動並逐漸提高批判的聲調，1948年11月6日，中共《人民日報》發表《美帝策動臺灣“獨立”》，指臺灣獨立係美國策動，是其企圖侵佔臺灣之陰謀。1949年3月16日《人民日報》又發表《所謂“臺灣獨立運動”是麥克阿瑟商標的美國貨》，公開點名臺灣獨立運動的活動人士廖文毅、廖文奎為“美國走狗”、“民族敗類”。
中國共產黨於戰後初期支持的為「臺灣自治運動」。在二二八事件後中共《解放日報》於1947年3月20日（農歷2月28日）刊發了延安廣播電台在3月8日的廣播《台灣自治運動》作為社論。該社論稱：“如果略為溫習抗戰勝利以後臺灣發展的歷史，就可以知道臺灣的自治運動是完全合理的、合法的、和平的，它的所以變成武裝鬥爭，完全是由蔣介石逼出來的。”“你們以和平方法爭取自治，和在蔣介石武裝進攻之下采取武裝自衛的手段，我們對此是完全同情的。你們的鬥爭就是我們的鬥爭，你們的勝利就是我們的勝利，解放區軍民必定以自己的奮鬥來聲援你們，幫助你們。”該社論还對二二八慘案處理委員會通過的《改革台省政治建議案》三十二條表示讚成，並提出了六點經驗。但該社論中未出現“台灣獨立”一詞。
接收台灣的中華民國政府，把其在中國大陸的統治政策實行於台灣。當時台灣的經濟差，又因臺灣省行政長官陳儀不當政策，造成「二二八事件」。事件爆發後中華民國政府的處理方法是對參與人士採取積極武力鎮壓。儘管二二八事件當時並沒有出現台獨主張，但該事件對台灣人產生獨立想法有重大影響。二二八事件致使許多原本「親中抗日」人士，轉變為抵制中華民國政府。後來，中華民國政府由於國共內戰失利，撤退至台灣，形成今日中華民國政府有效統治之領土大部分在台灣。此後，中華民國政府進行極度嚴厲的清鄉與持續數十年的白色恐怖特務統治。這些貪腐與高壓的威權獨裁統治引起民怨。
1949年1月15日，美國駐中國軍事代表巴大維將軍聞悉蔣中正有計劃地放棄中國大陸，經營台灣，甚為詫異。....巴大維將軍認為台灣係美軍從日本手中解放出來的。雖開羅會議時有歸還中國的協議，但在對日和約尚未簽訂之前，其主權誰屬，究未有法律的根據。今蔣總統即欲據為已有，作為撤退海空軍的基地，似有僭越之嫌。』

成立於東京的台灣共和國臨時政府旗幟

國民黨政府掌權後，許多台灣左派、民主派、自由派知識人士紛紛亡命海外。許多前往海外的台籍知識人士積極尋求台灣的自主獨立，並先後在香港、日本、美國等地組成台灣獨立團體，是為台灣獨立運動主要推動者。如廖文毅於二二八事件後因遭通緝而亡命海外，1948年在香港成立「台灣再解放聯盟」。1951年在東京成立「台灣民主獨立黨」，在1955年組織「台灣共和國臨時國民議會」，1956年成立「台灣共和國臨時政府」。1960年王育德於日本東京成立「台灣青年社」。1967年史明成立「台灣獨立聯合會」，及次年創「獨立台灣會」。
1970年代以後，四個海外獨立運動團體聯合組成，總部設於美國的世界性組織——「台灣獨立聯盟」。1970年，黃文雄與鄭自才等加入台灣獨立建國聯盟的留學生欲刺殺訪問美國的蔣經國未遂，卻也使後者開始思考正視這個問題。反蔣氏政權的社會運動隨之而起。在1970年以後隨著中產階級的逐漸茁壯，被國民黨當局戒嚴威權體制壓抑了二十年的台灣島內異議人士透過選舉慢慢集結，在追求民主和本土化的大旗下，和國民黨當局展開抗爭，即「黨外運動」。
1971年，聯合國決議由中華人民共和國代表中國席位，中華民國退出聯合國。據美國學者譚慎格，當時的駐台大使馬康衛曾應中華民國外交部次長楊西崑要求，召開秘密會議。楊西崑向美國提議，中華民國改名為中華台灣共和國，由蔣中正以行政命令通令全島進行公投決定台灣前途，並由台灣人民選出制憲會議。楊西崑表示蔣中正不反對此方案，但需要美國表態支持。但美國總統尼克森及其高級顧問基辛格因為正在籌劃北京之行，對此方案不予理會。

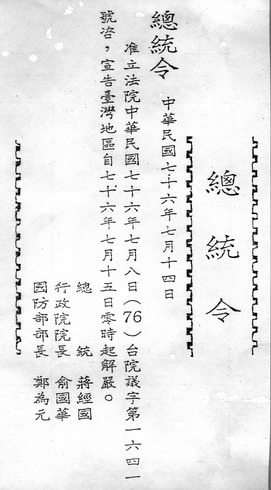
1987年7月15日，中華民國總統蔣經國宣佈臺灣地區解嚴

黨外運動在美國與中華民國斷交後迅速發展。中壢事件、美麗島事件、林宅血案、陳文成事件、江南案等及海內外大規模群眾抗議事件接連發生，部分美國參眾兩院議員對台灣的人權狀況表示關切。在此強大壓力下，民主化終於成為主流意識之一。1987年6月初，三七事件因國內外媒體報導曝光；6月17日，在台灣人公共事務會與多位議員的努力下，眾議院通過《臺灣民主決議案》（H.R.1777）；當年12月，參議院亦通過該案：呼籲國府終止戒嚴令、取消黨禁、加速實現民主政治，包含保障言論和集會的自由，為實現具代表性政府而應全面改選中央民意機關。國民黨政府則被迫急速轉型，總統蔣經國於7月宣佈解嚴。自1949年5月19日起頒佈的戒嚴令，至1987年7月15日起解嚴為止，共持續38年又56天之久。

#### 1990年代至今

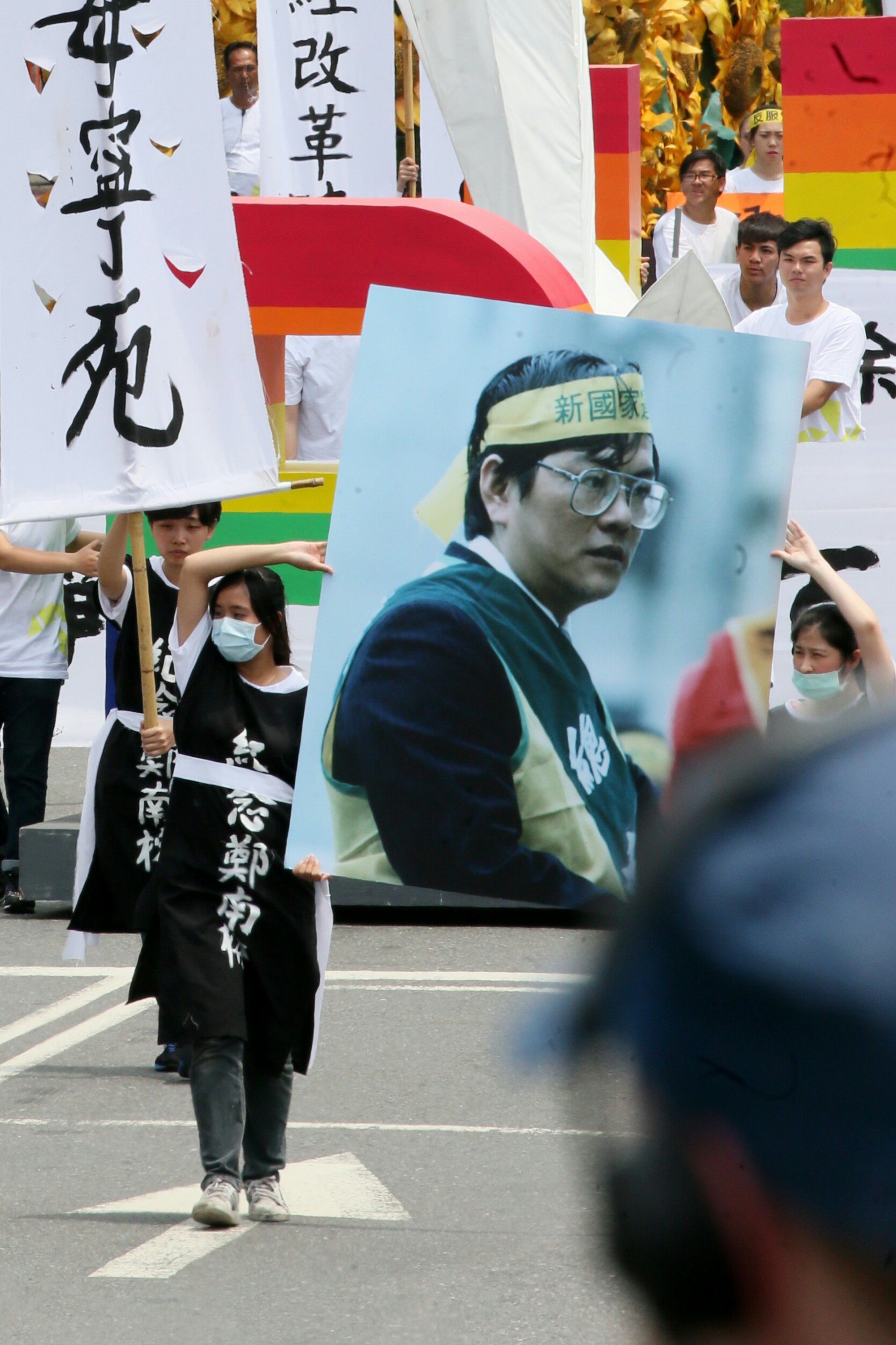
因主張台灣獨立與言論自由而自焚殉道的鄭南榕肖像

1988年1月13日蔣經國總統去世，在台灣掌權長達四十年的蔣家統治告終，副總統李登輝依憲法繼任總統。國民黨政府開始釋放政治犯，不再逮捕共產黨員。1980年代，中共領導人鄧小平提出一國兩制的統一方針，但不為台灣方面所接受。
1986年成立的民主進步黨，在解嚴後逐漸成為台獨運動的主要推動者。1991年民主進步黨在《基本綱領：我們的主張》開宗明義論述：「建立主權獨立自主的台灣共和國」，此基本綱領之論述常被稱為「台獨黨綱」。黨綱該條第一款末了註明「基於國民主權原理，建立主權獨立自主的台灣共和國及制定新憲法的主張，應交由台灣全體住民以公民投票方式選擇決定。」的程序。1999年的「台灣前途決議文」則表明「台灣主權獨立，與中華人民共和國互不隸屬，既是歷史事實，也是現實狀態。台灣是一主權獨立國家，其主權領域僅及於台澎金馬與其附屬島嶼，以及符合國際法規定之領海與鄰接水域。台灣，固然依目前憲法稱為中華民國，但與中華人民共和國互不隸屬，任何有關獨立現狀的更動，都必須經由台灣全體住民以公民投票的方式決定。」同年李登輝總統提出特殊兩國論，把兩岸關係定義為「特殊的國與國關係」。
1995年至1996年間，李登輝總統訪問美國，前往母校康乃爾大學發表「民之所欲，長在我心」、強調「主權在民」的公開演講。江澤民領導的中華人民共和國政府不滿此次訪問，並試圖影響第一次中華民國總統直接選舉結果，而舉行飛彈軍事演習。雙方的一系列舉動，使原本轉趨平靜的兩岸關係轉為緊張，台獨運動主要的抗爭對象遂轉化為海峽對岸的中國共產黨政權及中國國民黨保守派。
2000年中華民國總統選舉，主張台灣獨立的民主進步黨人、前台北市市長陳水扁以39.3%得票率當選中華民國總統，成功實現政黨輪替，主張台獨、成立僅13年的民進黨首次取得執政權，使台獨運動進入一個新的里程，雖然他曾公開宣布「四不一沒有」，但他其後曾提出許多新的方案，包含一中一台，一邊一國，四階段論等主張法理台灣獨立，並主張台灣前途應由台灣人民決定，中國大陸政府強烈反對。
2007年民進黨立委高志鵬於立法院質詢時表示，孫中山、蔣中正生前都多次主張台灣獨立，都是台獨分子，並建議中國國民黨應撤銷孫文和蔣中正的黨籍；國民黨黨史館主任邵銘煌駁斥，高志鵬斷章取義：孫中山當年是主張台灣先從日本的異族殖民統治中先「獨立」出來，最後還是要回歸中國懷抱，獨立只是過程的一部分。。

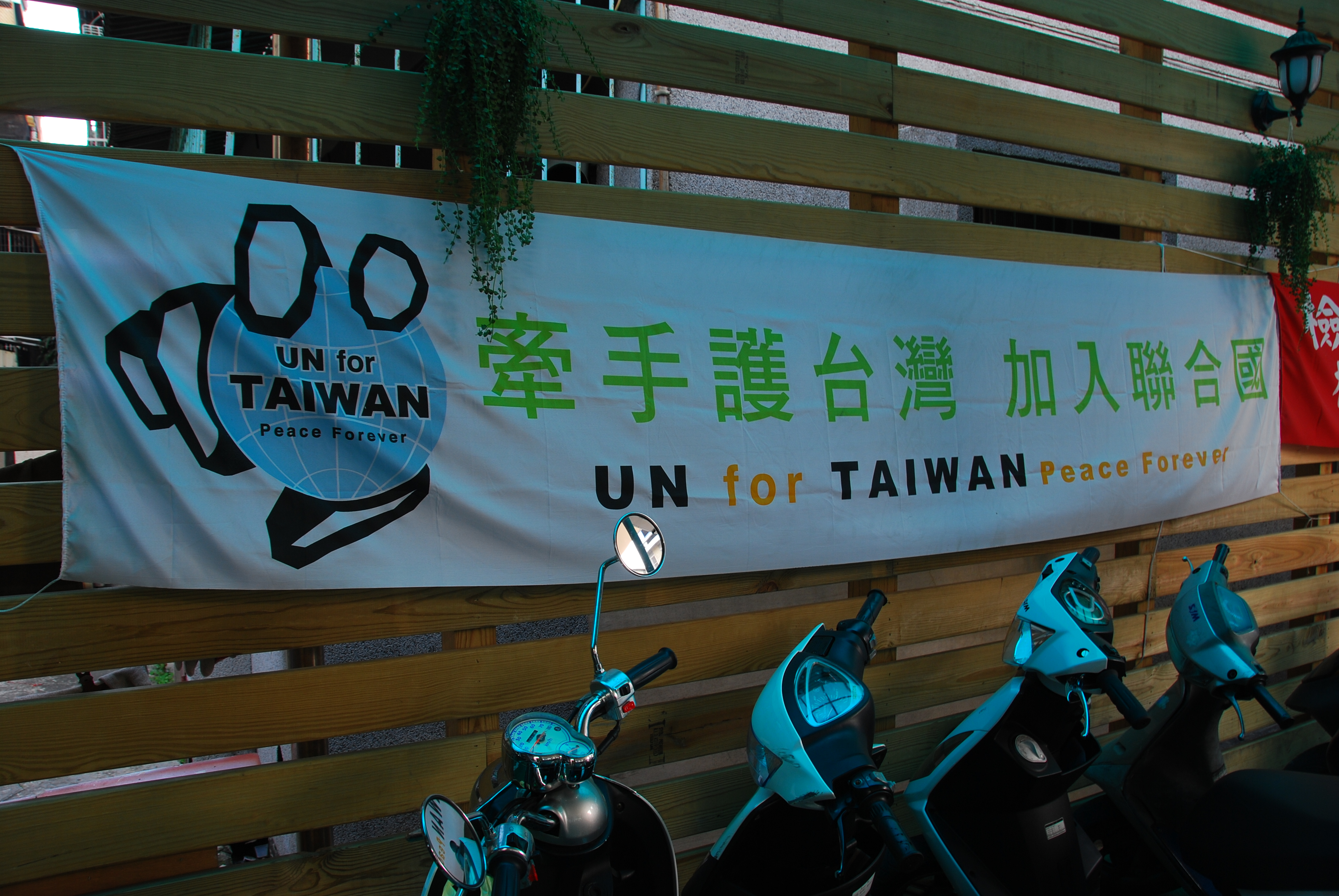
2008年臺灣入聯公民投票期間，街頭上「支持台灣加入聯合國」的標語

陳水扁政府後期，民意不斷受挫。2008年中華民國總統選舉，馬英九當選總統，國民黨重新執政，二度政黨輪替，台獨勢力受挫。
2010年，前副總統呂秀蓮論述，與對岸結仇的是中國國民黨，台灣與中國無冤無仇，台灣民眾應有新的、自己的台灣史觀與世界觀。與「九二共識」相對，她提出「九六共識」的主張，「台灣人民於1996年用選票選出總統的那天開始，台灣在事實上及法理上都已經是主權獨立國家」。整體而言，由於總統直選與國會全面改選的具體民主化進展，以及台灣本省人與外省人已漸融合，台獨運動以和平與理性為主要訴求，絕大部分台灣民眾期待已久的民主政治基本上已於台灣實現，也彰顯了主權在民的自由民主制度和法治人權理念已日益深植兩千三百多萬台灣民眾的思想，確立台灣獨立建國的信念。

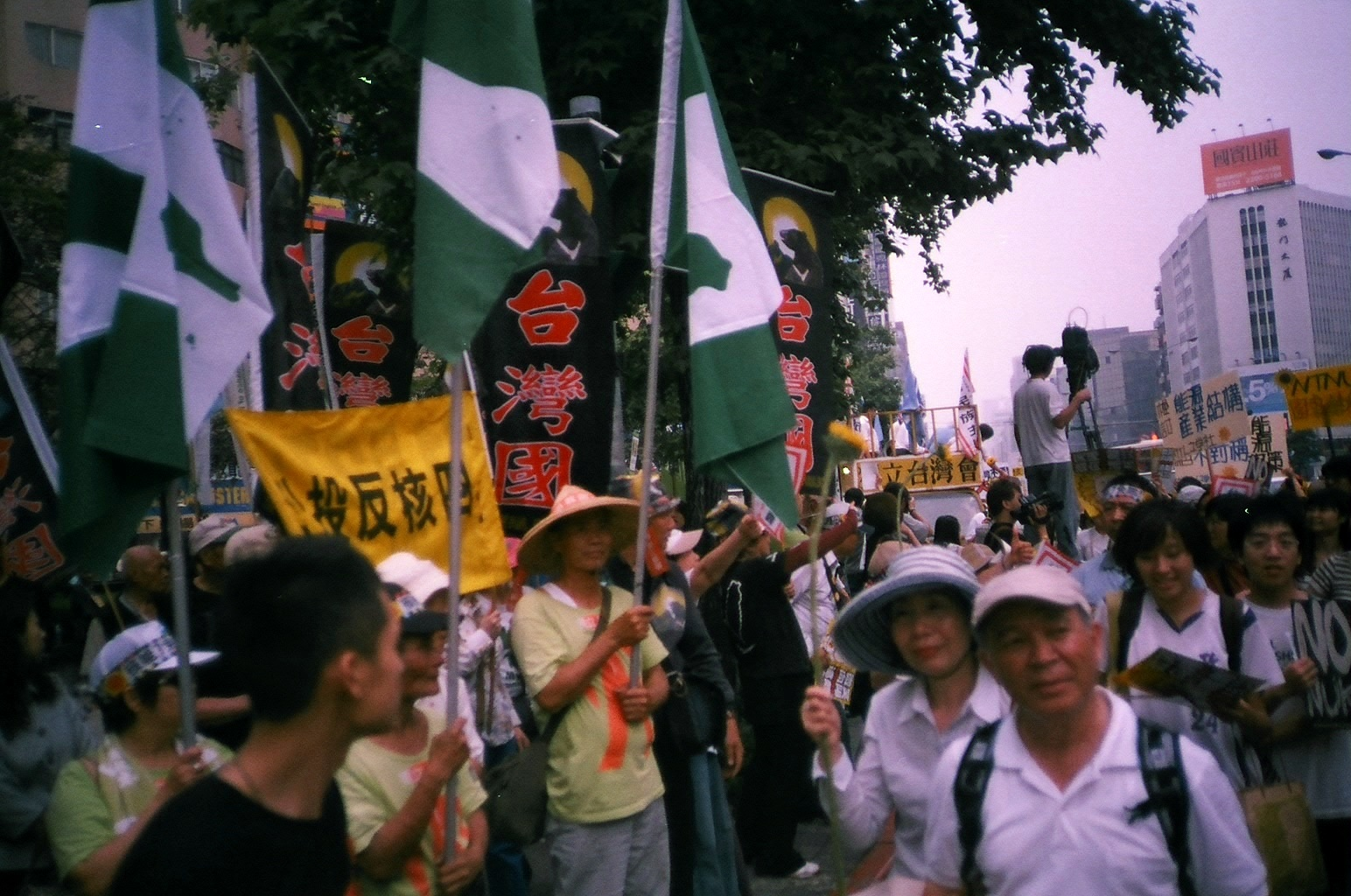
2011年，臺北「向日葵反核遊行」中的臺灣獨立運動口號

2012年中華民國總統選舉，民進黨再次敗於國民黨，使得民進黨重新審視對中國大陸的政策。5月31日，中共中央台灣工作辦公室提出明確的說法表示：「民進黨堅持“一邊一國”的“台獨”主張，這是他們和我們交往的最大障礙。」，使台獨運動從在內部的對抗轉變為在外部對抗中華人民共和國與國際壓力的運動。學者許介鱗認為中國的統合是自然趨勢，主張台獨的人是「硬嘴巴」，臺灣人容易隨大勢發生改變。中國评论新闻网刊登中國网民文章指稱台獨已經奄奄一息，十個蔡英文也延續不了台獨生命。
2014年，因服貿問題，爆發太陽花學運，其中的起因被認為與台獨思想有關，也源於台灣年輕人對中國的反感。
2015年7月，民進黨召開全國黨代表大會，討論是否「凍結台獨黨綱」的議題。主席蔡英文19日表示，隨著台灣民主化，認同台灣、堅持獨立自主的價值，已經變成年輕世代的「天然成分」（認同台灣是主權獨立的國家，國名為中華民國，這與臺灣前途決議文相同，已在民進黨黨綱內。），這樣的事實與狀態，如何去「凍結」？如何去「廢除」？
2015年7月，台中市默契咖啡店老闆陳致豪設計出一款「台灣國護照貼紙」，以「台灣國」3字加英文（Republic of Taiwan，Taiwan本身已在護照上，護照英文意思是中華民國（台灣），中文只有中華民國）遮蔽和取代「中華民國」，用6款具台灣意象的圖樣取代護照上的國徽；對此，中華民國外交部21日指出，在護照封面黏貼紙或改變字樣，可能影響出入境。呼籲民眾勿任意更改或黏貼字樣、圖戳，以免觸法。

## 主張

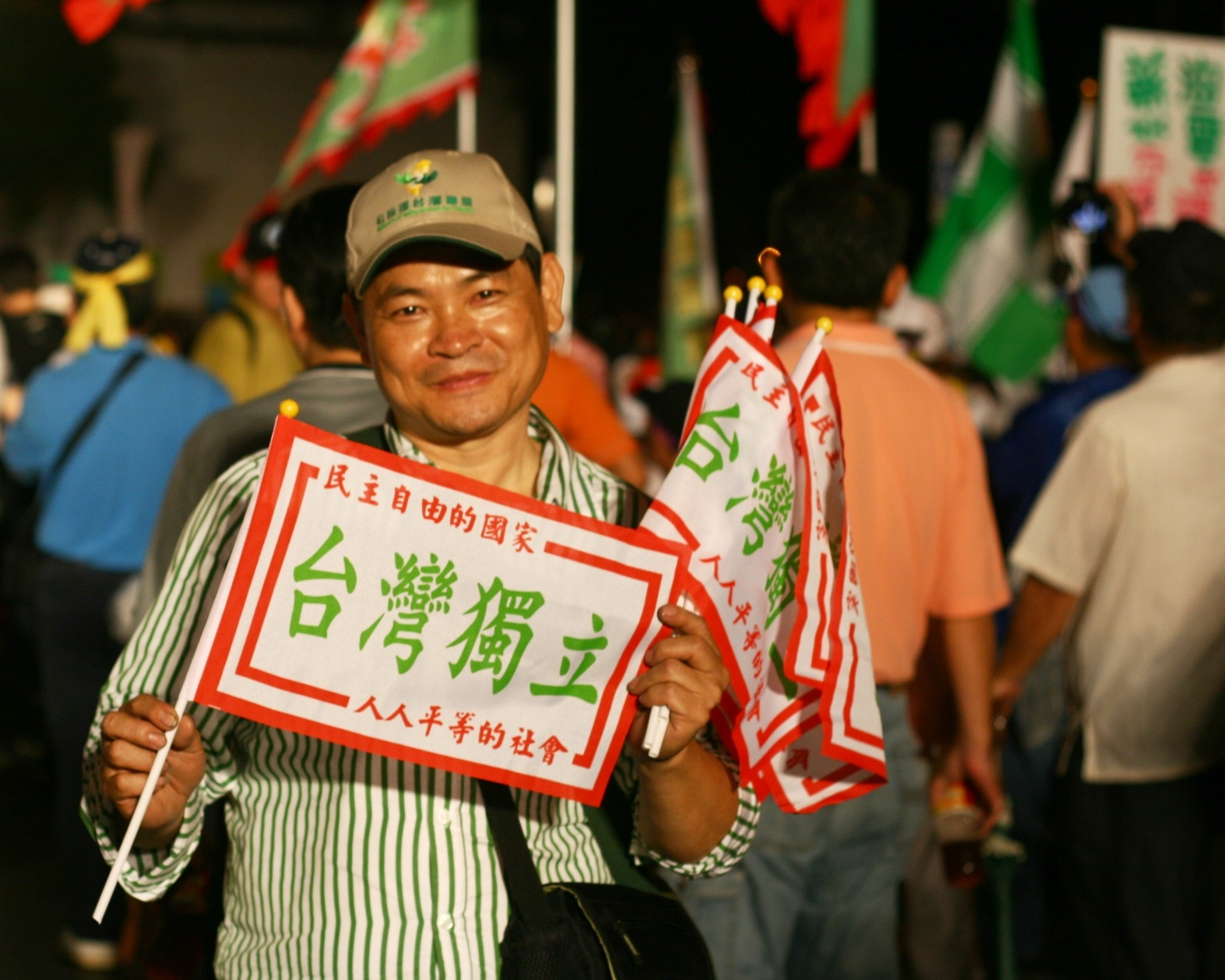
臺灣獨立運動口號：民主自由的國家，人人平等的社會

由於政治立場歧異，在台灣，台獨並沒有一個清楚的定義，隨著時代而有所不同。在蔣中正與蔣經國總統時代，台獨支持者的主要訴求，為徹底摒棄現有的中華民國體制，建立專屬於台灣的新國家，制定新的憲法與國家象徵（國旗、國歌等），以台灣名義加入聯合國，與中國（包括中華民國或中華人民共和國）在政治上完全分離，即所謂的「正名制憲」。支持這種作法的人稱為台獨派（或獨派、台派）。台灣獨立建國聯盟認為台灣現狀並不是台獨，只有推翻中華民國統治，建立以台灣為國號的新國家，才能稱為台獨。民進黨的《台獨黨綱》也支持這個看法。
隨著李登輝總統經由總統直選上任，開始出現事實台獨的政治派別。其獨立的對象，也由中華民國，轉為中華人民共和國。這類政治派別，主張台灣在事實上已經是獨立國家，以中華民國為國號，領土為台澎金馬；其與中華人民共和國間為特殊的國與國關係，從未被中華人民共和國統治，因此不應該與中華人民共和國爭奪中國代表權，但也不需要另外推動台灣獨立運動，讓台灣脫離中華民國。實踐上則會認為應修改中華民國憲法，令其成為獨立國家。修憲過程無須修改台灣名稱。國族認同也不排斥「中華民國」。抱持這種看法的人，被稱為獨台或華獨。民進黨的《台灣前途決議文》支持這個看法。
由於當下國際社會普遍接受「一個中國」政策，無法與皆主張自身為「中國」代表的中華人民共和國和中華民國同時建交，因爲中華民國聯合國2758號決議被聯合國驅逐，大多數國家選擇與中華人民共和國建交，認定中華人民共和國為中國的合法代表，因此中華民國的邦交國數量大幅減少，中華民國在國際現狀上，只有12個邦交國。台獨支持者認爲僅能實質統治台灣的中國政體在外交上與中華人民共和國爭奪中國代表權不切實際，台灣政體因此必須成為代表台灣的正常獨立國家，以「台灣」的身分參加國際組織，並且以台灣名義與他國建立正式的外交關係，從而取得平等的國際地位。部份台獨運動者亦認為，臺灣獨立建國有助於台灣脫離中華民國體制帶來的國共內戰威脅，並且削弱中華人民共和國侵略台灣的正當性。
今日，廣義的「台獨」意味著否定中華人民共和國對台灣的主權宣稱，包括拒絕中國台灣式政治修辭，主張中華民國在台灣、中華民國台灣等華獨維持現狀路線，以及認為台灣應該變更憲法以「臺灣國」、「臺灣共和國」、「臺灣民主共和國」或「福爾摩沙共和國」等類能彰顯台灣主體性作為國號的台灣民族主義路線；狹義的「台獨」則主要是憲法及政治體制層次的變更。中华人民共和国方面将修改中華民國國號、《中華民國憲法》等行为称之为法理台独。

### 主權未定
台灣地位未定論為部份台派的主要論點。其認為第二次世界大戰結束後，中華民國軍事佔領了台灣。台灣尚未擁有國家的地位，因此台灣應該對世界宣告自身為獨立國家，結束中華民國的統治。其論據為反中華民國、反中共政權併吞，以及混合兩者的論述：即若不實踐獨立建國的話，國民黨領導的中華民國，遲早會被迫向對岸投降而不再反共。另外還有混合轉型、語文、建國等議題的解殖台獨派等。

### 修憲正名

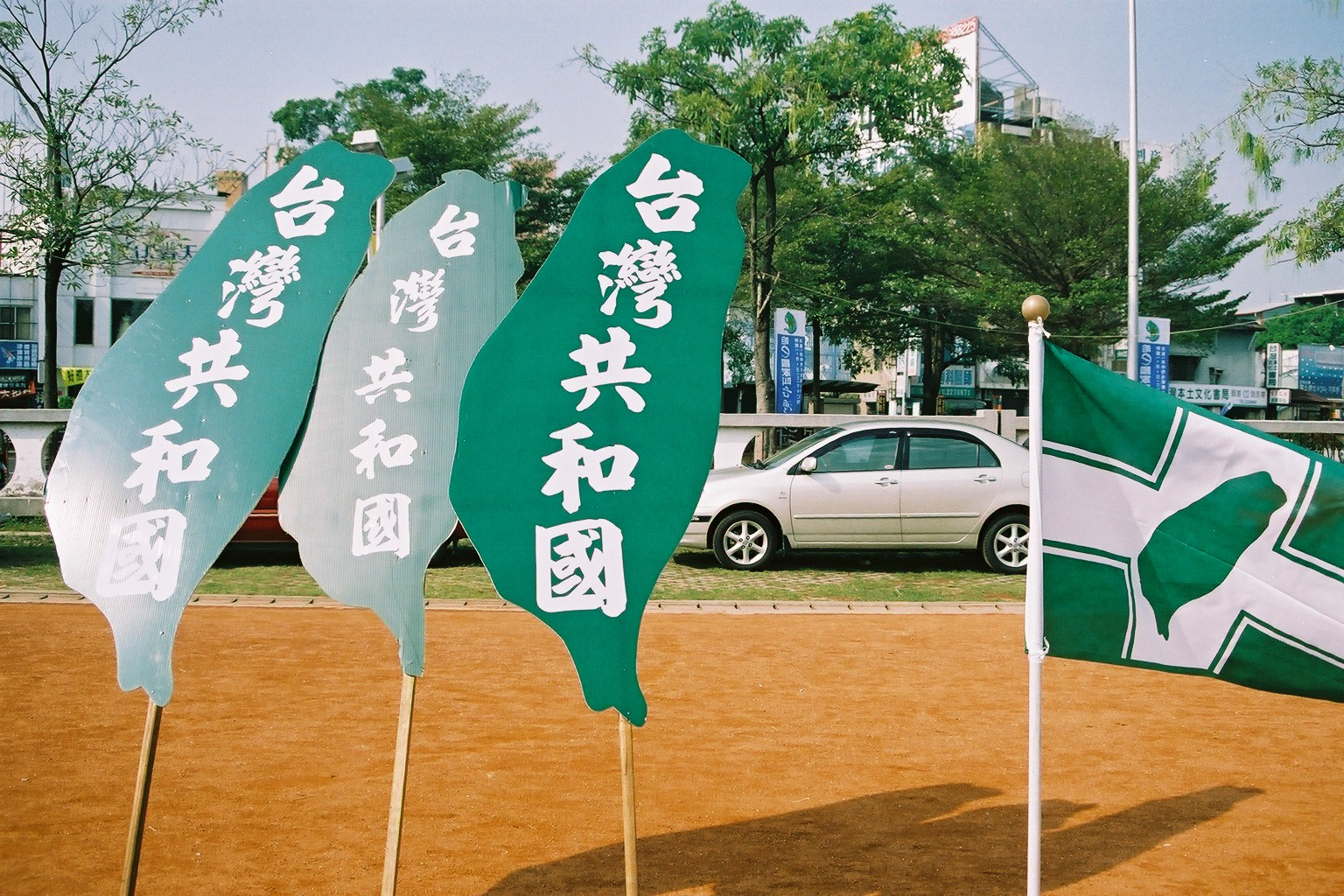
呼籲成立台灣共和國的廣告牌

修憲正名派訴求「修憲、正名、獨立」，亦即在憲法層面上與中國徹底脫鉤，反對與中國在政治上合併。他們獲得民主進步黨、時代力量、綠黨、台灣基進的部分人支持；雖然他們不否定現有的中華民國政權，但僅認定已經取得在台灣的事實獨立，因為與歷史掛勾而沒有獨立事件做依據，因此國際便不能參與，需要體制內進行改變，以明確形式（如公投）從中華民國切割出去，達成法律上的台灣獨立（即一中一台、一邊一國），並申請加入聯合國。
修憲正名的目的包括了：
- 解決台湾不被國際社會承認為國家的困境。
- 消除一個中國政策下的中國代表權的問題。特別是聯合國的中國代表權問題。
- 國家認同。許多台灣人不認為自己是中國人，因此中華民國的國號並不適切，也確立中國人也是外國人。
- 避免國名與PRC因混淆、辨識困難造成的不便。
- 放棄對“中国领土”（指通常意义上的中国大陆、香港、澳门及外蒙古、唐努乌梁海等地区）的宣稱。
- 抵抗中华人民共和国（武力）统一的威胁。
- 修憲正名可以解除中國國家分裂、內戰的狀態。[79]

前總統李登輝是该方案的支持者之一。他於2010年指出，希望有能力的人出來制定台灣本身的憲法，終結「中華民國」並建立「台灣國」。
2014年台灣教授協會提出台灣憲法草案。
2020年，中國時報報導民進黨在過去1年，部分深綠人士提出3件涉及台獨的修憲案，分別是蔡易餘提出的「刪除國家統一」案、「剔除西藏、蒙古為我國固有之疆域」案，及陳亭妃提出讓「台灣」正式為憲法文字的「國家正常化」案。民進黨立院黨團總召柯建銘指出，面對世界變局，兩岸局勢多變，不能有任何挑釁，對於涉及變更領土、國號等議題，民進黨不會走極端。顯示即使是台獨派系內，也對修憲風險較大的行為存在難以達成的共識。

### 法理建國
法理建國派主張台灣的主權未定，中華民國不擁有台灣島與澎湖群島的主權，而是台澎的代管政府。此派認為台灣沒有從中國（包括中華民國政權所欲代表的國家——即國號為中華民國的中國）或任何國家分離獨立的問題，只存在何時要行使自決權建國、成為主權獨立狀態的問題；訴求台灣以住民自決的方式建國，透過國際法法理被正式承認為主權國家。建國程序分為三大步驟：中華民國宣布終止代管、台澎住民自決建國、代管事務之清算與整理。此派推動者有台澎國際法法理建國連線，並於2019年6月30日成立台澎國際法法理建國黨。

## 各界立場

### 中華民國（臺灣）
《中華民國憲法》之前身五五憲草所臚列之中國疆域，及於蒙藏，但並未包括台灣在內。台灣當時屬日本領土。該憲法制定時，臺灣已由中華民國管轄，代表人民制定憲法的制憲國民大會及第一屆國民大會代表均有臺灣省代表，第二屆國民大會的修憲則只有臺灣地區選出的代表。《中華民國憲法》內有關中華民國主權及領土之條文有：
- “第二條 中華民國之主權屬於國民全體。”
- “第四條 中華民國領土，依其固有之疆域，非經國民大會之决議，不得變更之。”
- “第九十一條 監察院設監察委員，由各省市議會，蒙古西藏地方議會，及華僑團體選舉之。其名額分配依左列之規定”。
- “第一百四十三條 中華民國領土内之土地屬于國民全體。”

1990年代間，《中華民國憲法增修條文》除了民國八十三年（1994年）第三次修憲外，歷次條文都曾提到臺灣省：

- 中華民國憲法增修條文 (民國80年)（1991年）第一次修憲條文第三條以及中華民國憲法增修條文 (民國81年)（1992年）第二次修憲條文第三條：

監察院監察委員由省、市議會依左列規定選出之，不受憲法第九十一條之限制：
一、自由地區臺灣省二十五人。
前項第一款臺灣省、第二款每直轄市選出之名額及第四款各政黨當選之名額，在五人以上十人以下者，應有婦女當選名額一人，超過十人者，每滿十人應增加婦女當選名額一人。
- 中華民國憲法增修條文 (民國86年)（1997年）第四次修憲條文第九條：

臺灣省政府之功能、業務與組織之調整，得以法律為特別之規定。

依《中華民國憲法》之原有規定，變更領土及憲法之投票理應由中華民國國民大會通過才生效。但在廢除國民大會後，此權力已轉移至中華民國自由地區全體國民。

中華民國憲法增修條文 (民國93年立法94年公布)（2004年立法2005年公布）第七次修憲條文
- 第一條 (人民行使直接民權)：

中華民國自由地區選舉人於立法院提出憲法修正案、領土變更案，經公告半年，應於三個月內投票複決，不適用憲法第四條、第一百七十四條之規定。
- 第四條 (立法委員)

中華民國領土，依其固有疆域，非經全體立法委員四分之一之提議，全體立法委員四分之三之出席，及出席委員四分之三之決議，提出領土變更案，並於公告半年後，經中華民國自由地區選舉人投票複決，有效同意票過選舉人總額之半數，不得變更之。
- 第十二條 (憲法修正案之提出)

憲法之修改，須經立法院立法委員四分之一之提議，四分之三之出席，及出席委員四分之三之決議，提出憲法修正案，並於公告半年後，經中華民國自由地區選舉人投票複決，有效同意票過選舉人總額之半數，即通過之，不適用憲法第一百七十四條之規定。

學者許介鱗在著作《台灣史記》中諷刺台獨：「（台灣）獨立建國論者，每每以美國之獨立建國為典範，殊不知美國之獨立建國代價何其高也。蓋白人於美洲開拓新天地，如其電影、小說傳誦，先屠殺並驅趕原住民印地安人，再從非洲捕捉黑人為奴隸役使。換言之，白人捨棄歐洲舊大陸，於美洲新大陸進行慘無人道之『種族大換血』，此為獨立建國之基本條件也；其後，不論拉丁美洲、非洲、亞洲，進行獨立建國者，孰能仿美國耶？自十九世紀以降至今日，從殖民地或半殖民地獨立建國者，不受列強操控而淪為附庸者幾希？」
2006年5月，台獨人士指出，台獨不是兩岸戰爭的根源，中共侵略的野心才是兩岸戰爭的根源，「統一在戰爭上的風險很可能高於獨立」，因為像過去的國共內戰、八二三炮戰就是兩邊想統一才發生的，所以要避免戰爭，擁有先進武器才是重點。如果台灣武力夠強大，中共會因為得不償失而不願对台开战；如果台灣軍力不足，則必須期待美國立即出兵協防；而如果台灣直接投降中共，戰爭風險也很大，因為一樣會被當作大國之間的戰爭前線，若解放軍不能保護台灣，將飽受美軍戰火砲擊。
2007年6月10日，台灣促進和平文教基金會舉行記者會提出「和平獨立」與「民主統一」的兩岸和平政策主張，該會執行長簡錫堦說，台灣的統獨議題一直都被泛藍與泛綠聯合壟斷發言，獨派要「民主獨立」，統派要「和平統一」；但獨派沒有說明台獨可能帶來的戰爭疑慮，統派無法在兩岸民主進程中作出解釋，藍綠就陷在虛無的統獨意識形態中；因此，他們提出「和平獨立」與「民主統一」的兩岸和平主張，盼走出藍綠思維。
2008年10月1日，世新大學社會發展研究所教授陳信行說，台獨人士希望依靠美國武力對抗中國，「幾乎是完全繼承蔣家政權的冷戰位置……這種『獨立』，當然僅僅是把半世紀以來台灣的附庸地位換個名稱而已」。2009年11月8日，台獨人士兼美國律師江建祥說，「看美國人臉色的『建國程序』，這能夠做嗎？不能做」。2016年6月23日，台獨人士廖清山說，美國在軍事和經濟方面老想從台灣獲得利益，美國對待盟邦的態度有如太上皇，台獨難保不會被美國人暗中下手推翻。
2013年5月4日，民進黨前臺中縣縣長廖永來說，搞政治不能只談理想，更要考量現實、甚至是背後的拳頭；台灣人口有6、7成是中產階級，這些人要的是維持現狀的安定生活而不是動亂；台獨基本教義派還停留在街頭抗爭的激烈手段，這會嚇跑一大堆人；而且台獨人士不會創造新議題或新史觀以開拓新路線、爭取更多支持者，只會搞些膚淺的動作，有如義和團，令人遺憾，最終會成泡影。
2016年5月8日，工人國際委員會台灣表示，如果沒有提出一個反對所有帝國主義壓迫的社會主義綱領，台灣國族主義情緒終將被台灣資產階級和美國帝國主義操弄，作為他們開拓新市場和推動台灣軍事化的工具。
2017年4月22日，民進黨前立法委員陳昭南說，他在美國曾與台灣獨立建國聯盟某位大老激辯「民主」與「台灣獨立」孰重孰輕，他問大老「如果國民黨宣布台灣獨立，但其獨裁法西斯體制毫無改變，你支持或反對」，大老毫不思索即回答「當然繼續反對」，他立即閉嘴，「其實，原來結論就是：台獨只是手段，民主才是目標」；不民主的台灣，即使已經是主權獨立的國家，也絕非他所願。他說，台灣標舉台獨旗幟，只會刺激13億中國人的民族主義凝聚力而產生團結效果；台灣以「民主」為兩岸談判籌碼，必能呼喚出中國人民對民主的期待與追求，也必能引起國際社會的關注與支持，這才對台灣最有利。

### 中華人民共和國
中國共產黨和中華人民共和國政府基於「一個中國」原則，認為「台灣是中華人民共和國的領土，中華人民共和國是中國唯一合法代表」，對“台獨”主張一直持堅決反對立場，以“和平统一、一国两制”解决台湾问题为基本方针，同时不承诺放弃使用武力。
中华人民共和国宪法规定，领土变更及宪法之投票应由中华人民共和国全國人民代表大會投票决定。該憲法1978年版序言，提及台湾是中国的神圣领土；中华人民共和国宪法1982年版序言則表示「台湾是中华人民共和国的神圣领土的一部分」。2005年，第十屆全國人民代表大會第三次會議通過《反分裂國家法》，當天经中华人民共和国主席胡锦涛签署并立即实施。该法律的主要内容是鼓励两岸继续交流合作，但同时也首次明确提出了在三种情况下中華人民共和國政府保留使用非和平方式達到國家統一。該法第八條规定：「台獨」分裂勢力以任何名義、任何方式造成台灣從中國分裂出去的事實，或者發生將會導致台灣從中國分裂出去的重大事變，或者和平統一的可能性完全喪失，國家得採取非和平方式及其他必要措施，捍衛國家主權和領土完整；依照前款規定採取非和平方式及其他必要措施，由國務院、中央軍事委員會決定和組織實施，並及時向全國人民代表大會常務委員會報告。意即，如果台湾「独立」，或发生将引发更改两岸现状的重大事件，中国大陆將不得不采取武力的方式解決台湾問題。此外，《中華人民共和國國家安全法》第11條亦規定：「中国的主权和领土完整不容侵犯和分割。维护国家主权、统一和领土完整是包括港澳同胞和台湾同胞在内的全中国人民的共同义务。」
在中華人民共和國的政治術語中，任何將台灣視為或建立為獨立國家的主張都可稱為台獨。中華人民共和國認為台灣為其領土，主張中國統一，將台灣置於其控制下。在這種思維下，認為中華民國是主權獨立國家，能與中華人民共和國在國際社會並立，稱為兩個中國；認為台灣是主權國家，不隸屬於中華人民共和國，稱為一中一台。上述這兩種論述，均被中華人民共和國政府認定為「台獨」而予以反對。他們反對台獨的主要理由有：
1. 损害中国的国家主权、尊严和领土完整，动摇中華人民共和國憲法。
2. 國内外其他分裂势力或将群起效尤，即骨牌效應，对中华人民共和国目前較為安全稳定的政治局面造成破坏。
3. 若以任何方式台獨成功，結束中國國家分裂之狀態（即類似東西德，南北韓之國家分裂狀態），中华人民共和国境内或产生民族主义事件，政府公信力及国家稳定将受影响。

中國大陆民众总体上赞同北京政府对于台湾问题的立场和主张，即认为中國大陸、香港、澳門和台灣同属一个中國，认为两岸同属中华民族。2010年起，“武力统一（或称解放台湾）”的舆论在网络环境上逐渐抬头。
2010年，中国人民解放军少将杨毅表示，因两岸迟早会统一，美國賣給台灣的武器都會變成解放军所有。
2018年5月19日，中國大陸福建省廣播影視集團旗下的海峽衛視在《今日海峡》節目中公佈自製的13張台獨分子撲克牌，包括前總統李登輝；時任總統蔡英文；時任行政院院長賴清德；民進黨人呂秀蓮、蘇貞昌、游錫堃；獨派精神領袖的林義雄、史明；親民進黨電視台民間全民電視公司（民視）董事長郭倍宏；台灣望族辜家的辜寬敏；被視為「激進派台獨」，多次與警方發生衝突的蔡丁貴和現任時代力量立法委員黃國昌。。
2019年1月2日，中共中央总书记习近平在《告台湾同胞书》发表40周年纪念会时，重申坚决反对“台独”分裂的严正立场。2022年中国共产党第二十次全国代表大会上，「堅決反對台獨」被寫入中国共产党章程。
2024年6月21日，最高人民法院、最高人民检察院、公安部、国家安全部、司法部联合发布《关于依法惩治“台独”顽固分子分裂国家、煽动分裂国家犯罪的意见》，自发布之日起施行。2021年11月5日，中共中央台湾工作办公室将苏贞昌、游锡堃和吴钊燮列入“台独”顽固分子清单，禁止本人及家属进入中国大陆和香港、澳门，限制其关联机构与中国大陆有关组织、个人进行合作，禁绝其关联企业和金主在中国大陆谋利等。此後，再陸續認定若干“台独”顽固分子及關聯機構。

### 美國

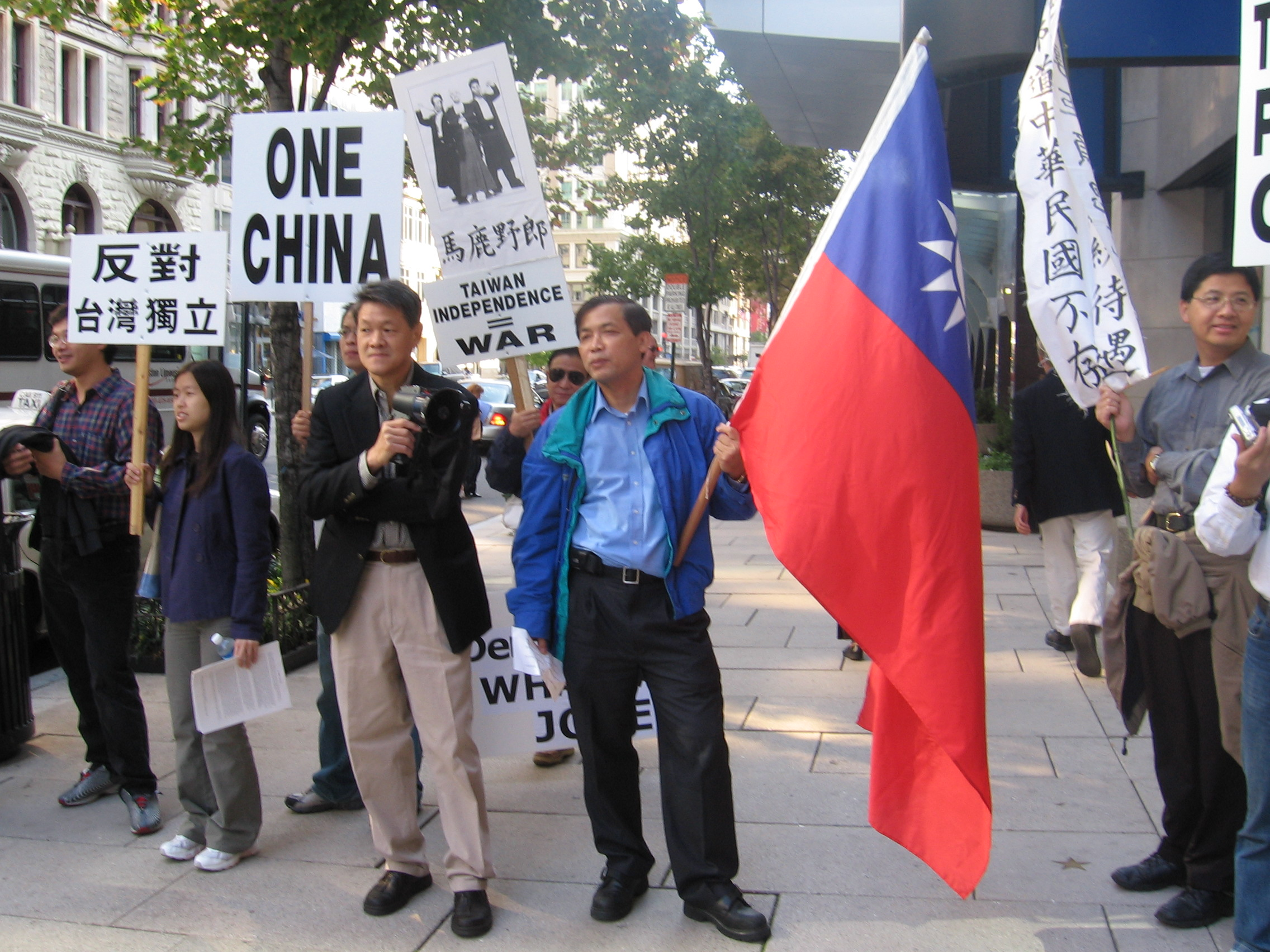
反台独人士手持中华民国国旗，在美国首都华盛顿，李登辉訪美時下榻的宾馆前抗议（摄于2005年10月20日）

美國自1979年與中華人民共和國建交而與中華民國斷交以來，一貫實行“一個中國”政策，以1970年代中美三個聯合公報、1979年國會制定的《台灣關係法》及1982年雷根政府所作的六項保證為對台外交指導方針。美國政府承認中華人民共和國代表中國，並在八一七公报認知到其立场，即「只有一个中国，台湾是中国的一部分」，但没有承認中華人民共和國對台灣擁有主權。
美國政府傾向臺北當局與北京當局以和平方式化解歧見，同時也不接受任何「片面改變現狀」之舉。美國不支持以單方行動來改變現狀的政治行動，不支持非和平手段解決台灣問題，美國支持台灣保持自由民主的體制，但不支持台灣單方面推動建立以台灣為國號的台灣獨立運動。
美國不支持的台獨形式，為台灣單方面改變臺海現狀，在可能引起台海戰爭的前提下，宣告成為獨立國家。但美國支持台灣保持現有地位，保持自由民主體制，在和平狀況下，解決兩岸問題。
2001年4月，时任美国总统小布什宣布美国协防台湾，同时，他仍坚持美国政府的一个中国原则，不支持台湾宣布独立。2007年，前美國國務卿幕僚長維爾克森在谈及護台問題時認為：美國武力保護台灣是不對的行為，而台灣宣布獨立就等于自殺，因為中共已經說得清楚，那意味著戰爭，美國利益是不可能會爲台灣跟核武器國家發生大規模戰爭，前美國國務卿希拉里曾說過：“美國政府和美國人永遠不會因爲台灣去打仗。”尽管希拉里的发言人莱尼斯后来纠正说，希拉里支持的是“模棱两可”。
美國國會在研究兩岸關係的「一個中國政策」報告書中（日期：2007年7月9日）闡述美國的立場，並總結了五點：
1. 在1972年、1979年和1982年三个美中联合公报中，美国没有明确说明台湾的主权地位。
2. 美國「認知」兩岸「一個中國」的立場。
3. 美國「沒有承認」中華人民共和國對台灣的主權。
4. 美國「沒有承认」台灣為主權國家。
5. 美國的政策認為「台灣地位未定」。

這些內容在2013年美國國會研究報告中保持不變。
2012年2月，新華社報導：美國總統奧巴馬表示“美方拒絕任何‘台獨’主張”，跟以往美方慣用“不支持‘台獨’”字眼，鮮少使用了“拒絕任何” 。但民進黨發言人林俊憲表示，經他們查過各國際媒體報導及白宮網站都沒發現美方有這方面談話，他對於新華社這段報導的真實性有所保留，可能是他們自己片面「加註」。而陸委會官員也表示，目前尚未接獲美方對此會面的完整簡報，而且在美國白宮發布的訊息中也不見奧巴馬有此表述。
2016年5月13日，美國國防部公布《2016年中國軍力報告》，重申美國維持基於美中三個聯合公報和《臺灣關係法》的一個中國政策，支持在兩岸人民能接受的方式、範圍和步驟之下和平解決兩岸議題，「反對臺海任何一方片面改變現狀，也不支持臺灣獨立」；這是繼2007年陳水扁力推入聯公投等舉動後，美國再次重申「不支持臺灣獨立」。美國總統歐巴馬在當年年終記者會上表示：「或許『維持現狀』並無法滿足所有涉事者，但這的確保住了和平，也允許讓台灣更成功，包括在經濟上，而台灣人也享有高度自治。」。
2018年，美國國會制定《台灣旅行法》，要求美臺雙方保持足夠的高層官員交流。
2019年2月13日，因應公投法鬆綁後，喜樂島聯盟醞釀推動獨立公投，美國在臺協會發言人孟雨荷表達美方對於兩岸任何一方不應企圖片面改變現狀的立場，明確表態不支持台灣獨立公投。
美國國家情報總監海恩斯在2021年4月29日向美國參議院軍事委員會作證時表示：台灣民眾看到香港的反修例運動被鎮壓後，一國兩制下的香港社會的管控日益收緊，讓他們的台獨立場更加堅定。
2024年1月，美国总统拜登被问及对赖清德确认当选美国将会做如何反应时称“美国政府不支持台湾独立”。
2025年2月，美國國務院更新官網上的「台美關係」內容，刪除了長年來的「不支持台獨」表述，並新增期待兩岸分歧能以「不受脅迫、兩岸人民都能接受的方式」解決。
2025年4月，美國組織「人道自由基金會」（Humanity for Freedom Foundation）發布新聞稿表示，這份民調委託Remington Research Group執行。調查結果顯示，在有關台灣主權、台灣對美重要性的議題上，美國不同黨派的民眾之間存在明顯共識。美國民眾強烈支持台灣及加強美台關係，68%受訪者對台灣抱持正面看法，82%認為台灣是獨立國家；58%的人支持美國正式承認台灣為獨立國家，並建立全面外交關係。

### 新加坡
1995年9月，新加坡首任總理李光耀在《21世紀論壇》上指出，表示，無論美國民意如何，台灣無法成為獨立國家，並預測台灣將與中國和平統一。台灣不可能違背一個統一且經濟強大的中國的意願走向未來。
2004年7月，時任新加坡副總理李顯龍訪問台灣時，回應中國方面指責新加坡嚴重違反一個中國政策的承諾時稱：一貫堅持一個中國政策，反對台灣獨立。新加坡早在與中華人民共和國建立外交關係之前，便已確立此一基本立場。第二任總理吳作棟也曾在國際戰略研究所（IISS）主辦的香格里拉對話會上再次重申此立場。
2013年，李光耀在《李光耀觀天下》書中分析：台灣與大陸的統一只是時間問題，沒有任何國家能夠阻止。台灣的國際命運，事實上早在1943年的開羅會議上就已經決定。
2024年5月，新加坡總理黃循財在接受《經濟學人》訪問時強調，台灣與烏克蘭的情況有本質上的不同。黃循財指出，烏克蘭是主權國家，而大多數國家則遵循一個中國政策，新加坡在與中國及台灣的關係中，非常謹慎地維持一個中國政策的一致性，「我們不允許自己被利用來支持任何台灣獨立的主張。」11月15日，黃在秘魯利馬舉行的第31屆亞太經合組織經濟領袖會議，再次表示明確堅持一個中國政策，反對台灣獨立。

### 民調

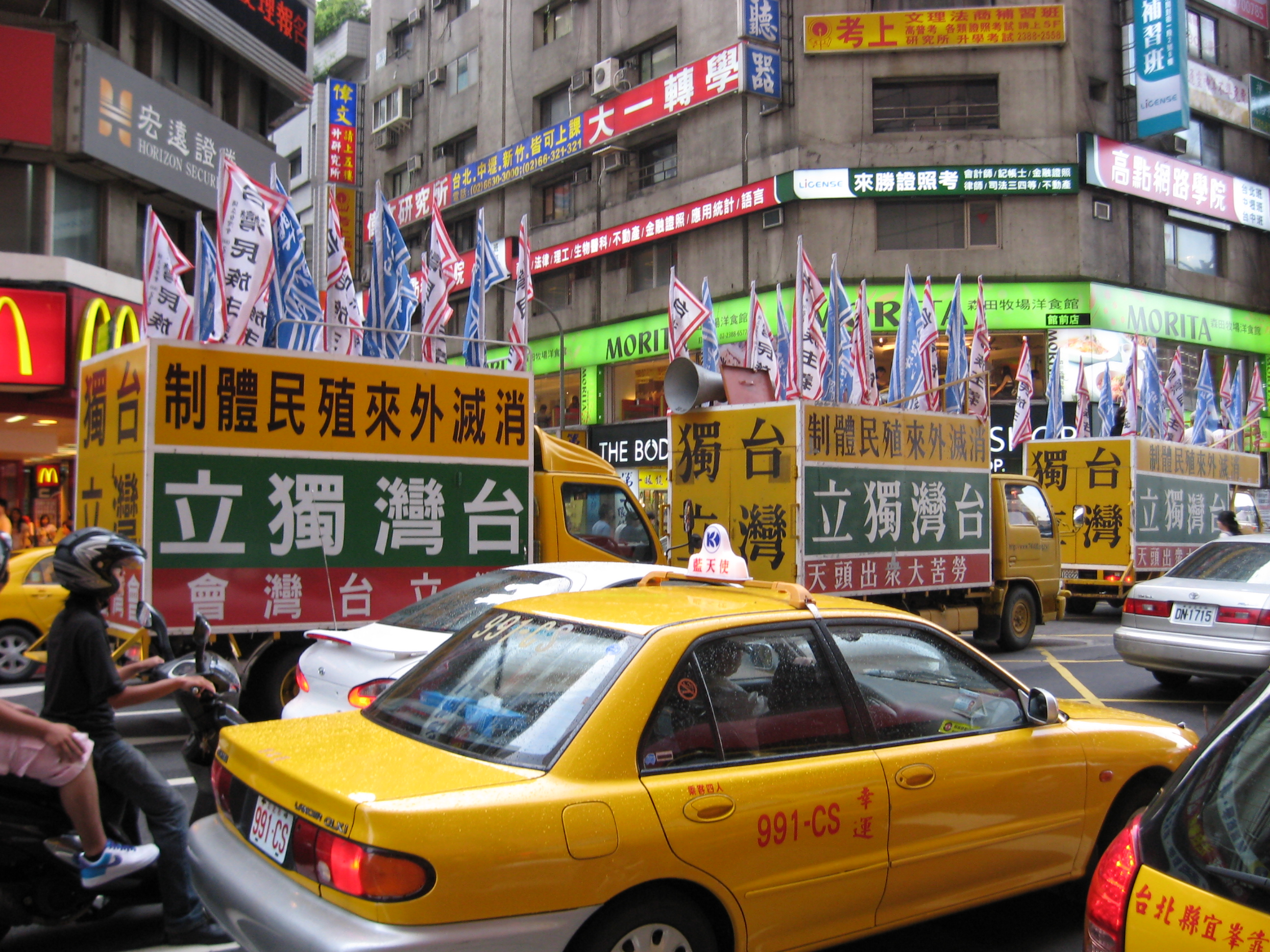
台獨運動的遊行車隊

在1990年代修憲與總統直選後，支持台灣獨立的比例緩步微升、且通常穩定地高於支持統一的比例，但均低於支持維持現狀的比例。
民主進步黨於2012年3月29日公布針對全國20歲以上具投票權公民所做的民意調查（依內政部2012年1月份人口統計資料，具95%信心水準，抽樣誤差約為±2.73%），結果顯示：
1. 60%的受訪者不接受兩岸關係是「一國兩區」的說法
2. 62%的受訪者認為一國兩區的主張會矮化國家主權
3. 67.3%的受訪者不同意胡錦濤有关「兩岸雖然還沒有統一，但中國領土和主權沒有分裂，大陸和台灣同屬一個中國的事實沒有改變」的說法
4. 78%受訪者認為台灣與中國大陸「不是」同一個國家
5. 81.2%的受訪者同意民進黨《台灣前途決議文》中「台灣是一主權獨立國家，任何有關獨立現狀的更動，必須經由台灣全體住民以公民投票的方式決定」的政策。

而在2013年10月30日TVBS公布的統獨立場民調显示：
1. 應維持現狀：64%
2. 傾向獨立：24%
3. 傾向統一：7%；

若進一步詢問民眾，兩岸關係只能有一種選擇時，
1. 希望台灣獨立：71%（達歷次調查新高）
2. 傾向統一：18%

國外常使用民進黨支持率來等同支持台獨的數據，但支持民進黨未必等於支持台獨。況且民進黨因為政治、社會、經濟、法理以及民意等諸多因素，以及黨內部分人士的觀念轉變，加上為免刺激中國大陸，已較少積極宣傳台獨的主張，對此以「臺灣已經是一個主權獨立的國家」來解釋。另一方面，七成至八成的人民支持廣義維持現狀。
民意調查本身常出現因樣本母體的取樣問題，造成在同一時期由不同立場的單位所進行之調查，呈現出結果相異的狀況，亦即所謂「機構效應」。例如2006年：
- 2月10日馬英九引用中國時報的民意調查結果：

1. 維持現狀：57%
2. 獨立：16%
3. 統一：17%

- 2月16日自由時報所進行之民意調查：[134]

1. 維持現狀：38.2%
2. 獨立：35.4%
3. 統一：11.8%
4. 不知道：14.6%

- 但換作「只能從獨立與統一兩者間選擇」時：

1. 獨立：49.3%
2. 統一：26.1%
3. 不知道：24.6%

即使是由具有官方色彩的機構所進行之調查，結果也會因當下的社會氣氛及其他種種因素而可見不同程度的波動。
- 2007年8月，行政院大陸委員會的調查結果：[135]

1. 支持儘快獨立：10.3%
2. 暫時維現狀以後走向獨立：16.5%
3. 永遠維持現狀：17.9%
4. 暫維現狀以後看情形再決定獨立或統一：34.9%
5. 暫維現狀以後走向統一：12.2%
6. 儘快統一：2.2%
7. 其它/無意見/不知道/拒答：6.0%。

- 2010年12月，行政院大陸委員會所作的民意調查，高達87.3%的台灣民衆認為應該維持現狀(廣義)，同時有91.8%的民衆在短期或長期均未表明傾向統一（廣義）：[136]

1. 儘快宣布獨立：6.4%
2. 維持現狀，以後走向獨立：17.6%
3. 永遠維持現狀：28.4%
4. 維持現狀，看情形再決定獨立或統一：34.2%
5. 維持現狀，以後走向統一：7.1%
6. 儘快統一：1.2%
7. 不知道／無意見：5.2%。

故一般而言，廣義維持現狀仍是台灣人民在解除戒嚴後基本且穩定的民意趨向。基本上不管泛藍（國民黨與親民黨）或泛綠支持者（民進黨與台聯）的想法都趨於台灣（或中華民國）的前途（獨立或統一與否）應交由台灣兩千三百萬人民決定（參見陳水扁的廢統言論以及馬英九的尊重人民的台獨選項）。
根據2006年2月12日國策研究院文教基金會「國內民眾對廢除國統綱領之看法」民意調查顯示：
1. 51%受訪者不主張台灣最後一定必須與中國統一
2. 78%受訪者認為台灣前途應該由台灣人民自行決定

「台灣前途應由台灣人民自行決定」的支持度至少接近八成；但支持台灣前途由台灣人自決的人，很明顯包括支持統一者和繼續維持現狀者，而他們支持統一的前提是經由台灣人民同意、並以兩個國家或對等政治實體談判的形式統一，而非只應中國大陸要求就必須統一或所謂一國兩制的“投降式統一”。持有此類看法的人士在極端中國民族主義人士眼中也被歸類為“台獨”支持者。
根據2010年中華民國國防部所進行的國防政策民調顯示，一旦國家遭受威脅和外來軍事衝突時，有76.5%的國人（非軍人）願意為了保衛國家而上戰場；2011年《天下雜誌》針對國民中學以及高中學生進行的調查當中，不願上戰場的比例為44.3%。
2014年12月，國立政治大學選舉研究中心公布民調顯示，台灣民眾傾向台灣獨立的比例達到23.9%，是1994年以來的新高紀錄。在此次調查中，民眾認為先維持現狀再決定的比例達到34.3%，支持永遠維持現狀的人佔25.2%。政大選研中心主任陳陸輝認為，支持永遠維持現狀的比例從2008年以來持續成長，代表馬英九總統「不統、不獨、不武」的政策，贏得人民的支持。
2016年5月16日，政大選研中心特聘研究員陳陸輝與杜克大學政治系教授牛銘實在《聯合報》公布由政大選研中心與杜克大學共同執行的「台灣民意與國家安全」問卷調查歷年結果。先以「大陸攻台因素是否影響支持台獨」區分為「鐵桿台獨」和「條件台獨」。發現在「鐵桿台獨」的民眾中，有四成七認為即使台灣宣布獨立，中國大陸也不會攻打台灣；如果中國大陸攻打台灣，有七成認為美國會出兵幫助台灣，七成三認為大多數的台灣民眾會抵抗。至於「條件台獨」者，有兩成八認為即使台灣宣布獨立，中國大陸不會攻打台灣；如果中國大陸攻打台灣，有六成二認為美國會出兵援助，認為台灣民眾會抵抗的有六成三；對於自身在開戰後的選擇，鐵桿台獨者中有兩成六表示順其自然、兩成六表示要從軍抵抗、一成四表示要出國逃避，也有接近兩成二沒有表示具體意見。條件台獨者中，有接近三成三表示順其自然、兩成三表示要出國或逃避，另有約兩成沒有表示具體意見。至於那些不支持台獨或不表態的民眾，多數認為，如果台灣宣布獨立，中國大陸會攻打台灣，美國不會幫忙，台灣人民也不會英勇抵抗。
2020年7月，政治大學民調中心調查「台灣民眾統獨立場趨勢分布」。
1. 「盡快獨立」占7.4%
2. 「偏向獨立」占27.7%，為歷年最高
3. 「永遠維持現狀」占23.6%
4. 「維持現狀再決定」的民眾比例持續下降至28.7%
5. 「盡快統一」占0.7%創下新低

2021年10月，聯合報年度兩岸關係年度大調查顯示:
1. 「盡快獨立」占18%
2. 「維持現況再獨立」占16%
3. 「永遠維持現狀」占51%
4. 「維持現狀再統一」占6%
5. 「盡快統一」占4%
6. 「無意見」占3%

2022年8月，台灣民意基金會《裴洛西訪台、中國軍演與台灣民意報告》（2022年8月16日）顯示:
1. 「堅持台灣獨立」占27.3%
2. 「贊成但不堅持台灣獨立」占22.8%
3. 「維持現狀但偏台灣獨立」占11.3%
4. 「永遠維持現狀」占8.4%
5. 「維持現狀但偏兩岸統一」占6.0%
6. 「贊成但不堅持兩岸統一」占9.4%
7. 「堅持兩岸統一」占2.4%

## 註腳
1. ↑  美國國務院《美國與台灣事實清單》（U.S. Relations With Taiwan - Fact Sheet, May 28, 2022）聲明「我們（美國）反對任何一方（中華人民共和國及台灣）單方面改變現況；我們不支持台灣獨立；而且我們希望（台灣）海峽間的歧見可以經由和平手段來解決。」（ We oppose any unilateral changes to the status quo from either side; we do not support Taiwan independence; and we expect cross-Strait differences to be resolved by peaceful means.）[106]

## 延伸閱讀

### 中文
- ，1998，海外“台獨”運動史：美國「台獨」團体之發展與挑戰，50年代中至90年代中。台北：前衛。
- 陳佳宏，2005，戰後台灣獨立運動之發展與演變(1945-2000)。國立臺灣師範大學歷史學系博士論文。
- 陳佳宏，2006，台灣獨立運動史。台北：玉山社。
- 陳芳明，1994，〈殖民地革命與台灣民族論：台灣共產黨的1928年綱領與1931年綱領〉；見施正鋒編，《台灣民族主義》，台北：前衛出版社。
- 陳隆志，1993，台灣的獨立與建國。台北：月旦。
- 陳銘城，1992，海外“台獨”運動四十年。台北：自立晚報。
- 黃國昌，1995，中國意識與台灣意識。台北：五南。
- 黃仁傑，1993，台獨運動與台海兩岸國家統一政策之研究。國立政治大學東亞研究所碩士論文。
- 黃徙，1992，台獨的社會真實與新聞真實。 台北縣板橋市：稻香。
- 黃昭堂，1994，〈戰後台灣獨立運動與台灣民族主義的發展〉；見施正鋒編，《台灣民族主義》，頁195-227。台北：前衛出版社。
- 黃昭堂，1998，〈台灣的獨立與國際法上的基礎〉；見黃昭堂，《台灣那想那利斯文》，頁111-32。台北：前衛出版社。
- 賈亦斌主編，1993，論「台獨」。北京：團結出版社。
- 江宜樺，2001，新國家運動下的國家認同，見林佳龍、鄭永年主編，民族主義與兩岸關係：哈佛大學東西方學者的對話，頁181-216。台北：新自然主義出版社。
- 賴建國，1997，台灣主体意識發展與對兩岸關係之影響。國立政治大學東亞研究所碩士論文。
- 李筱峰，1996，〈一百年來台灣政治運動中的國家認同〉；見張炎憲、陳美蓉、黎中光編，《台灣近百年史論文集》，頁275-302。台北：財團法人吳三連台灣史料基金會。
- 林勁，1993，「台獨」研究論集。台北：海峽學術。
- 柳金財，2001，國府遷台以來反對勢力台獨論述的形成、理論建構與轉型。台灣史料研究 17：71-98。
- 馬起華編，1988a，“台獨”研究。台北：中華民國公共秩序研究會。
- 夏潮基金會編，1999，中國意識與臺灣意識<論文集>。台北：海峽學術。
- 施正鋒，1998，《當代政治分析》。台北：前衛出版社。
- 施正鋒，1999，〈台灣族群結構及政治權力之分配〉，見施正鋒，《台灣政治建構》，頁127-71。台北：前衛出版社。
- 許世楷，1993，〈附錄一：台灣共和國憲法草案〉；見許世楷，《台灣新憲法論》，修訂版，頁215-28。台北：前衛出版社。
- 許維德， 2001，〈中國民族主義·帝國主義·台灣獨立運動：簡評三本90年代中國出版的「台獨研究」專書〉。《思與言：人文與社會科學雜誌》 39：89-164。
- 許維德， 2001，發自異域的另類聲響：戰後海外台獨運動相關刊物初探。台灣史料研究 17：99-155。
- 張炎憲、胡慧玲、曾秋美，2000a，台灣獨立運動的先聲：台灣共和國(上冊)。台北：財團法人吳三連台灣史料基金會。
- ______，2000b，台灣獨立運動的先聲：台灣共和國(下冊)。台北：財團法人吳三連台灣史料基金會。
- 張炎憲、曾秋美、陳朝海編著，2005，自覺與認同:1950-1990年海外台灣人運動專輯。台北：吳三連台灣史料基金會。
- 周軍呼，1980，「台獨」意識型態及其策略之研究。政治作戰學校政治學研究所碩士論文。

### 英文
- Chan, F. Gilbert. 1982. China's Reunification and the Taiwan Question: The Seeds of Nationalism, A Bibliographical Survey. Canadian Review of Studies in Nationalism, Bibliography 9: 1-21.
- Chen, Lung-chu, and Harold D. Lasswell. 1967. Formosa, China, and the United Nations: Formosa in the World Community. New York: St. Martin's Press.
- Chen, Tzu-sung. 1995. Taiwan Consciousness: An Invisible Hand That Rocks the Democratic Cradle. Ph.D. diss., University of Notre Dame.
- Hughes, Christopher. 1997. Taiwan and Chinese Nationalism: National Identity and Status in International Society. London: Routledge.
- Hung, Chien-di. 2000. In Search of Taiwanese Identity: Trauma, Formation, and Recovery. Ph.D. diss., Drew University.
- Kerr, George H. 1965. Formosa Betrayed. Boston: Houghton Mifflin Co.
- Lai, Tse-han, Ramon H. Myers, and Wou Wei. 1991. The Taiwan Independence Movement. In A Tragic Beginning: The Taiwan Uprising of February 28, 1947, Tse-Han Lai, Ramon H. Myers, and Wou Wei, 188-91. Stanford, Calif.: Stanford University Press.
- Lin, Wen-cheng. 1993. Political Integration and Democratization: The Case of Taiwan. Ph.D. diss., Fletcher School of Law and Diplomacy, Tufts University.
- Lo, Ming-cheng. 1994. Crafting the Collective Identity: The Origin and Transformation of Taiwanese Nationalism. Journal of Historical Sociology 7, no. 2: 198-223.
- Martin, Joseph（馬英九）. 1985. Terrorism and the Taiwan Independence Movement: A Preliminary Study（中譯：恐怖主義與台灣獨立運動）. Taipei: Institute on Contemporary China.
- Mendel, Douglas H. 1970. The Politics of Formosan Nationalism. Berkeley and Los Angeles: University of California Press.
- Shu, Wei-Der. 1998. The Emergence of Taiwanese Nationalism: A Preliminary Work on an Approach to Interactive Episodic Discourse. Berkeley Journal of Sociology 42: 73-121.
- ______. 2002. Who Joined the Clandestine Political Organization? Some Preliminary Evidence from the Overseas Taiwan Independence Movement. In Memories of the Future: National Identity Issues and the Search for a New Taiwan, edited by Stephane Corcuff, 47-69. Armonk, N.Y.: M. E. Sharpe.
- ______. 2005. Transforming National Identity in the Diaspora: An Identity Formation Approach to Biographies of Activists Affiliated with the Taiwan Independence Movement in the United States. Ph.D. diss., Syracuse University.
- Tzeng, Shih-jung. 2009. From Honto Jin to Bensheng Ren- the Origin and Development of the Taiwanese National Consciousness, University Press of America.
- Wakabayashi, Masahiro. 1995. Two Nationalisms Concerning Taiwan: A Historical Retrospect and Prospects. In Divided Nations: The Experience of Germany, Korea, and China, edited by Jaushieh Jowesh Wu, 170-192. Taipei: Institute of International Relations, National Chengchi University.
- Wang, Mei-ling T. 1999. The Dust that Never Settles: The Taiwan Independence Campaign and U.S.-China Relations. Lanham, Md.: University Press of America.
- Wu, Hsin-hsing. 1994. Bridging the Strait: Taiwan, China, and the Prospects for Reunification. Hong Kong: Oxford University Press.